# Geórgios Stréit
Geórgios Stréit fue un político griego, ministro de Asuntos Exteriores del reino de Grecia al comienzo de la Primera Guerra Mundial y principal consejero político del rey Constantino I de Grecia.

## Estudios y primeros cargos
Comenzó sus estudios en la Universidad de Atenas, que luego completó en las de Berlín y Leipzig. Se especializó en Derecho constitucional e internacional, en cuyos ámbitos se le tenía por una autoridad. En 1895 devino asesor del Ministerio de Asuntos Exteriores. En 1900 sucedió a su padre como profesor de Derecho constitucional e internacional de la Universidad de Atenas.
Realizó diversas misiones diplomáticas para el país y fue su representante en el Tribunal Internacional de Justicia de La Haya. Entre 1910 y 1913, fue embajador de Grecia ante el Imperio austrohúngaro. Su estancia en Viena hizo de él un germanófilo antieslavo.

## Ministro de Asuntos Exteriores
En enero de 1914, se lo nombró ministro de Asuntos Exteriores. Decidido antivenizelista, era reaccionario y partidario de la autoridad real. Era el principal consejero político del monarca, Constantino I de Grecia, en cuyas decisiones tenía gran influencia. Dada la propensión del primer ministro Eleftherios Venizelos hacia la Triple Entente y la preferencia de Stréit por los Imperios centrales, las desavenencias entre ambos fueron continuas. A principios de septiembre de 1914, tuvo que dimitir y la gestión de la política exterior gubernamental quedó en manos de Venizelos.
Cuando los Aliados obligaron a Constantino a abdicar a comienzos de junio de 1917, Stéit fue uno de los políticos y militares cercanos al rey que fueron deportados a Córcega.